# Francesco Alunno

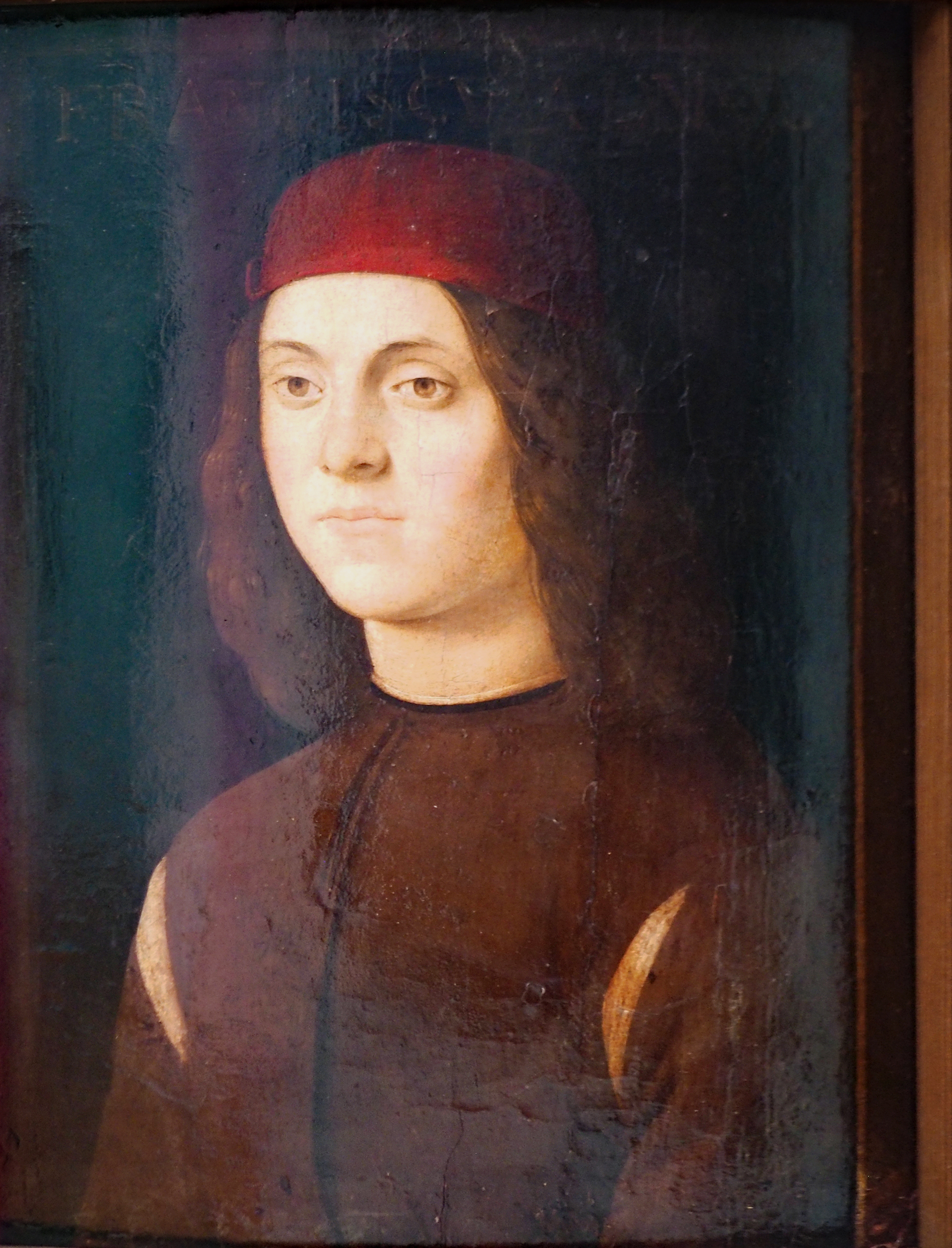
Francesco Alunno, porträtiert von Lorenzo di Credi (um 1510)

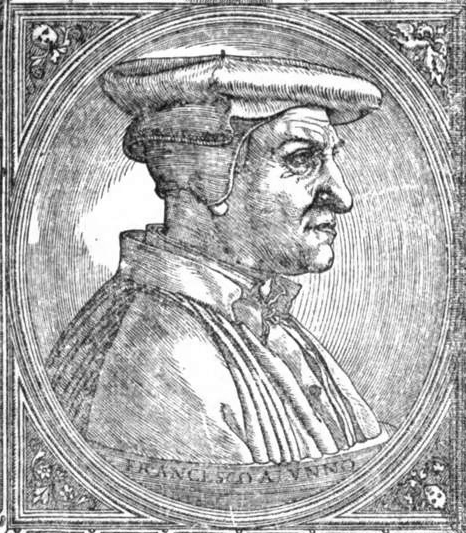
Francesco Alunno, Stich von Paolo Gherardo, aus einer Ausgabe von Le Ricchezze della lingua volgare von 1557

Francesco Alunno, eigentlich Francesco Del Bailo (* 1484 ? in Ferrara; † 11. November 1556 in Venedig), war ein italienischer Kalligraf, Lexikograf und Grammatiker.

## Leben und Werk
Francesco Del Bailo entstammte dem niederen Adel der Stadt Ferrara. Mütterlicherseits war er verwandt mit dem Dichter und Juristen Giovanni Ronchegallo Ghioldi, der auf seine intellektuelle Entwicklung Einfluss nahm und dem er sein erstes Buch Osservazioni sopra il Petrarca widmete. Er legte sich den Namen Alunno (lateinisch: „musarum alumnus“ = „Musenschüler“, „Musensohn“) zu. Möglicherweise wurde er zum Priester geweiht, doch zeigte er nie besonderes Interesse für religiöse Fragen.
Alunno lehrte in Udine, wo er mit Niccolò Liburnio in Kontakt kam, und ab 1532 in Venedig als Meister der Kalligrafie. Seine kalligrafischen Werke wurden zu seiner Zeit hochgeschätzt.
Aus einem Brief des Gelehrten Girolamo Ruscelli geht hervor, dass Alunno, Ludovico Dolce, Ruscelli und Pietro Aretino in Venedig eine Art literarisch-verlegerische Gemeinschaft bildeten. Alunnos zweites gedruckte Werk Ricchezze della lingua volgare sopra il Boccaccio (1543), ein Glossar zu Boccaccio, wurde zu einem großen Erfolg. Im Anhang enthält es eine kurze Grammatik Regolette particolari della volgar lingua, die den Einfluss Bembos und Accarisis zeigt.
Sein Hauptwerk La fabrica del mondo (in etwa „der Bau der Welt“) von 1548 ist ein frühes italienisches Wörterbuch. Es behandelt neben dem Wortschatz der drei Klassiker Dante, Petrarca und Boccaccio auch den der jüngeren Dichter Jacopo Sannazaro und Ludovico Ariosto und ordnet ihn in Art einer Kosmografie in 10 Büchern.
Zur Illustration folgt eine Übersicht des Inhalts in Tabellenform:
| Buch |          |             | Untergruppen | Seiten    |
| ---- | -------- | ----------- | --- | --------- |
| 1.   | Dio      | „Gott“      | Dio, ordine de primi capi di Dio, Maria, angeli, divini, patriarchi propheti, fede, Chiesa etc., fermezza etc. | 1r–9v     |
| 2.   | Cielo    | „Himmel“    | Cielo; dei: Apollo (poeti, musica, stromenti musici), Eolo, Baccho, Plutone; dee: Fama, Fortuna, Minerva, Diana, Cerere, Giunone, Hebe; pianeti: Saturno (religione, vecchiezza, tempo, agricoltura, povertà, avaritia, prigione, pallidi), Giove (folgori, fulmini), Marte, Sole, Venere, Mercurio (ladri, geometria, scrittore, pittura, colori, scoltura, vasi di varie sorti, arte), Luna, Segni celesti | 10r–116v  |
| 3.   | Mondo    | „Welt“      | Asia, Europa, Africa; provincie, regioni, paesi; isole; Città; Castelli; Ville; Luogo; Cosa | 117r–132v |
| 4.   | Elementi | „Elemente“  | Fuoco, Aere (uccelli, uccelli notturni), Acqua (mare, nave, fiumi, ordine dei fiumi, paludi stagni et laghi, pesci), Terra (monti, metalli, pietre pretiose et altre, veleni, animali velenosi, alberi, herbe, fiori, frutti, infruttuosi, animali quadrupedi) | 132v–167v |
| 5.   | Anima    | „Seele“     | | 168r–179v |
| 6.   | Corpo    | „Körper“    | capelli, occhi (sonno), orecchie, bocca, voce, faccia, capo, gola, spalle, mani, petto, piedi, persona | 179v–203v |
| 7.   | Huomo    | „Mensch“    | donna, habito, portamento, parentado, popolo, vita, principio, morte, fine | 203v–221r |
| 8.   | Qualità  | „Qualität“  | odore, sapore, comparative | 221v-229v |
| 9.   | Quantità | „Quantität“ | numero, peso, misura, grandezza, picciolezza, altezza, bassezza, lunghezza, cortezza, larghezza, strettezza | 229v–245v |
| 10.  | Inferno  | „Hölle“     | nomi de diavoli, furie infernali, fiumi dell’inferno, animali notturni, puzza bruttura | 245v-249v |

Zum Schluss widmet sich Alunno in einem eigenen Abschnitt noch den „particelle“ („Partikeln“). Am umfangreichsten ist der mit „Himmel“ betitelte Teil, der die heidnischen Götter miteinschliesst. Nicht alle Wörter und ihre Verwendungsweisen werden durch Zitate der genannten Autoren belegt, sondern manchmal übernimmt der Lexikograph Alunno die Verantwortung, wobei er bisweilen Regionalismen bei Lemmata und Definitionen einfließen lässt. Laut dem Kommentar zu dem Werk im digitalen Archiv Cinque secoli di dizionari der Accademia della Crusca wolle die Fabrica del mondo wie auch ähnliche zeitgenössische Werke, deren Titel auf die ganze „Welt“ oder eine große Sammlung rekurrieren (World of words von John Florio, Tipocosmia von Alessandro Citolini, Piazza universale von Tommaso Garzoni), eben auch ein möglichst reichhaltiges Vokabular anbieten und nicht nur einen kleineren linguistisch spezifizierten Ausschnitt (hier: Toskanisch). Eine Schwierigkeit der Ordnung in Sachgruppen sei es zu entscheiden, wohin ein Wort jeweils zu sortieren sei, so fänden sich Pflanzen verteilt auf die Abschnitte „Ceres“, „Erde“ und „Geschmack“.
Bei Alunno kommt hinzu, dass sich bei ihm drei verschiedene, heterogene Klassifikationsschemata überlagern, wiewohl er vorgibt, eine einheitliche, hierarchische Klassifikation zu verwenden, die das „natürliche Gebäude der Welt abbildet“. Die oberste Ordnung in zehn Büchern, die von Gott über den Menschen zur Hölle absteigt, entspricht dem traditionellen, noch mittelalterlichen, theologischen Weltbild. Das dem Himmel gewidmete Buch enthält eine eigene an den antiken Göttern orientierte astrologische Ordnung, und Ansätze einer aristotelisch-wissenschaftlichen Ordnung finden sich etwa in den Büchern über die Elemente und die Quantität wieder. Mit dieser Mischung erweist sich Alunno als durchaus typischer Vertreter seiner Zeit.
Das Werk wurde im 16. Jh. (mehr als?) zwölf Mal aufgelegt.

## Werke
- Le Osservationi sopra il Petrarca, Venedig 1539, 1550 (Glossar) MDZ = Google
  - Petrarcaausgabe mit den osservationi als Anhang: Il Petrarca. Venedig 1550 MDZ = Google

- Le Ricchezze della lingua volgare sopra il Boccaccio, Venezia 1543, 1551, 1555, 1557, Mailand 1962 (Glossar des Dekameron, mit Kurzgrammatik) Google, Google, MDZ

- La Fabrica del mondo, Venedig  1546–48  (Sachgruppenwörterbuch in 10 Büchern, 12 Auflagen im 16. Jh.) MDZ =  Google, 4. Auflage, Venedig 1562 Google